# مقاطعة بيرس (جورجيا)
مقاطعة بيرس (بالإنجليزية: Pierce County)‏ هي إحدى المقاطعات في ولاية جورجيا في الولايات المتحدة الأمريكية.